# Şebsefa Kadın
Fatma Şebsefa Kadın (in turco ottomano: فاطمہ شب صفا قادین, lett. "colei che si astiene" e "piacere notturno"; 1766 circa – Istanbul, 1805), chiamata anche Şebsafa, Şebisafa o Şebisefa Kadın, è stata una consorte del sultano ottomano Abdülhamid I.

## Biografia
Nata intorno al 1766, le sue origini sono sconosciute, così come il suo nome di nascita
Entrò nell'harem del sultano ottomano Abdülhamid I intorno al 1780. Divenuta una consorte, col titolo iniziale di "Sesta Kadın", fra il 1782 e il 1789 gli diede un figlio e tre figlie. Nel gennaio 1789 il capitano europeo David G. Sutherland segnò sul suo diario che, per evitarle fastidi durante la sua quarta gravidanza, era stato ordinato che le operazioni del porto di svolgessero in silenzio:
Şebsefa partorì la sua ultimogenita, Hibetullah Sultan, il 16 marzo 1789, un mese prima della morte di Abdülhamid.
Dopodiché, Şebsefa venne inviata al Palazzo Vecchio, dove morì nel 1805. Venne sepolta nella moschea che aveva fatto costruire a Zeyrek, Istanbul, la Moschea Şebsefa Kadın, e le sue proprietà, che consistevano in terre e fattorie a Salonicco e nei Depecik çiftlık di Cihanzade Hüseyin Bey ad Aydın Güzelhisar, passarono alla sua unica figlia ancora in vita, Hibetullah. 

## Discendenza
Da Abdülhamid I, Şebsefa ebbe un figlio e tre figlie:
- Şehzade Mehmed Nusret (20 settembre 1782 - 23 ottobre 1785). Venne sepolto nel mausoleo Hamidiye. Sua madre dedicò la moschea che fece costruire alla sua memoria.
- Alemşah Sultan (11 ottobre 1784 - 10 marzo 1786). Venne sepolta nel mausoleo Hamidiye.
- Emine Sultan (4 febbraio 1788 - 9 marzo 1791). Morì di vaiolo e venne sepolta nel mausoleo Hamidiye.
- Hibetullah Sultan (16 marzo 1789 - 19 settembre 1841). Unica figlia sopravvissuta. Si sposò una volta, ma non ebbe figli. Insieme alla sorellastra Esma Sultan cercò di organizzare un colpo di Stato per rimettere sul trono il suo fratellastro Mustafa IV, detronizzato a favore di un altro fratellastro, Mahmud II; ma venne scoperta e condannata ai domiciliari di lusso a vita.

## Beneficenza
Şebisefa commissionò un külliye a Zeyrek nel 1787. Comprendeva una moschea, dedicata alla memoria di suo figlio Mehmed Nusret e chiamata Moschea Şebsefa Kadın, una medresa, una fontana e la sua stessa türbe. Un documento del 1807 specificava che la scuola dovesse essere aperta anche alle ragazze, il che fece di Şebsefa Kadın una figura pionieristica nel campo dell'istruzione femminile nell'Impero Ottomano. 